# ユトレヒト芸術学校

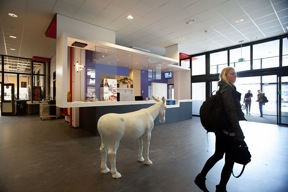
HKUデザイン学部・美術学部入口

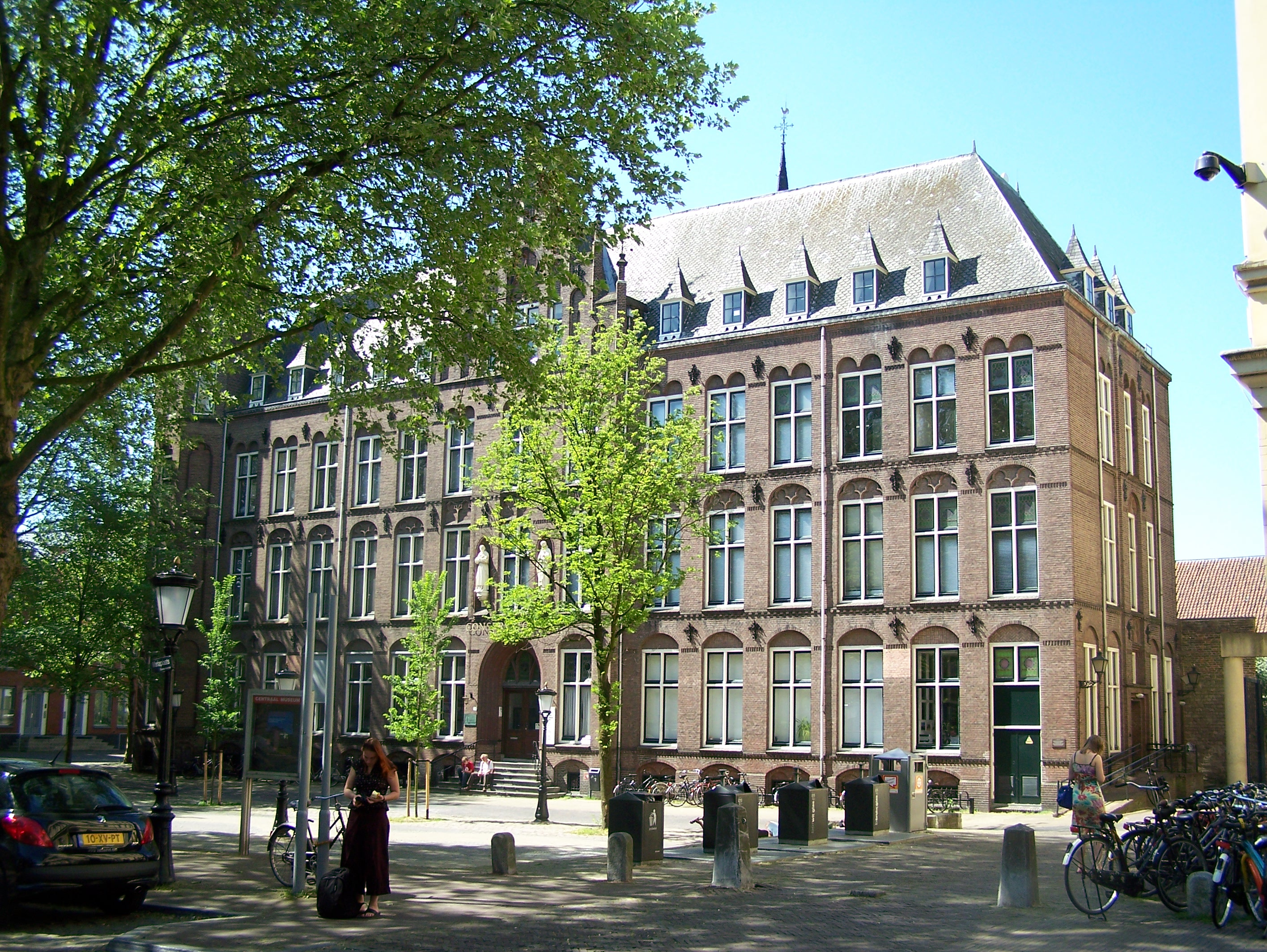
HKU音楽学部（ユトレヒト音楽院）

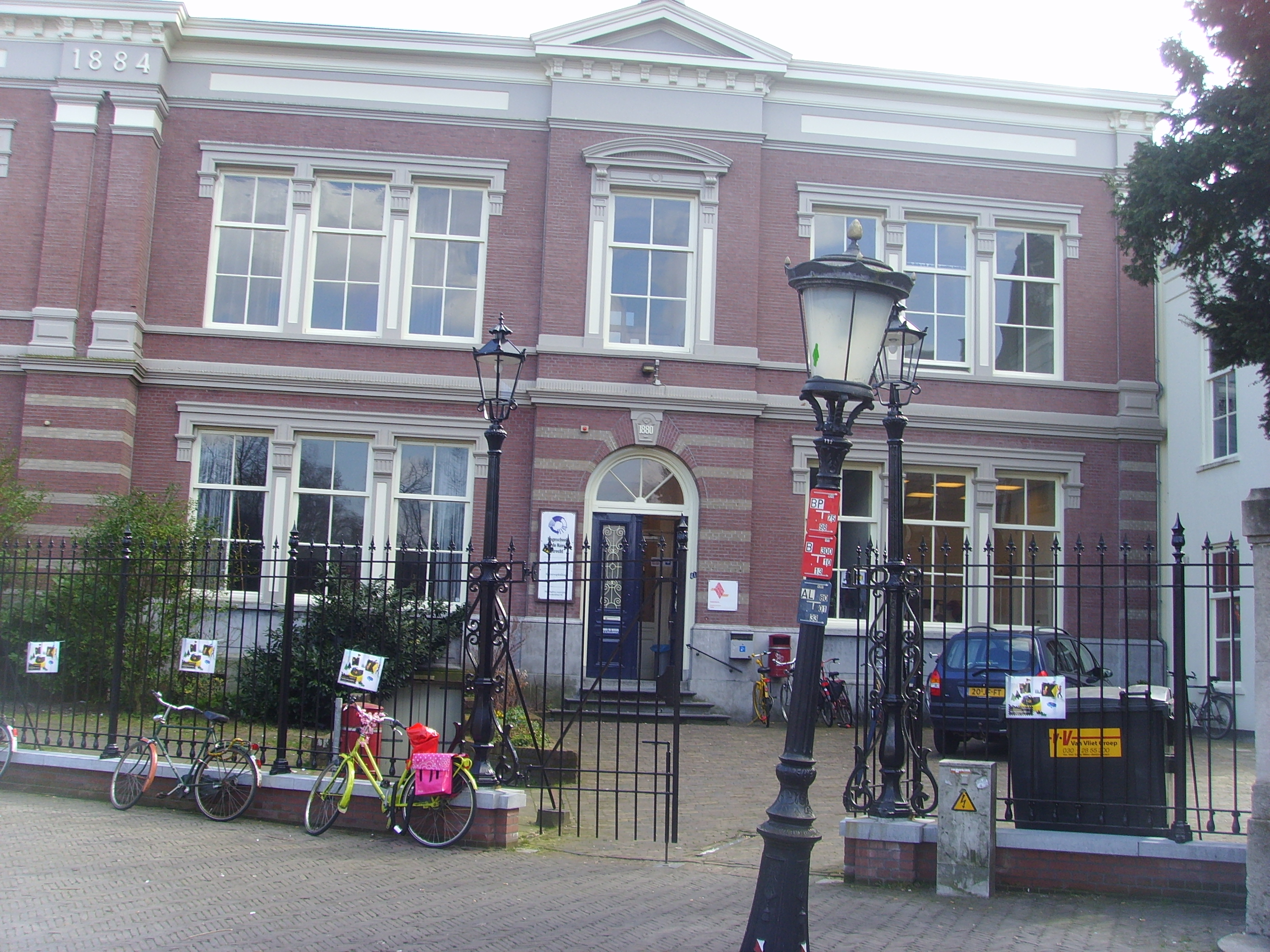
HKU演劇学部

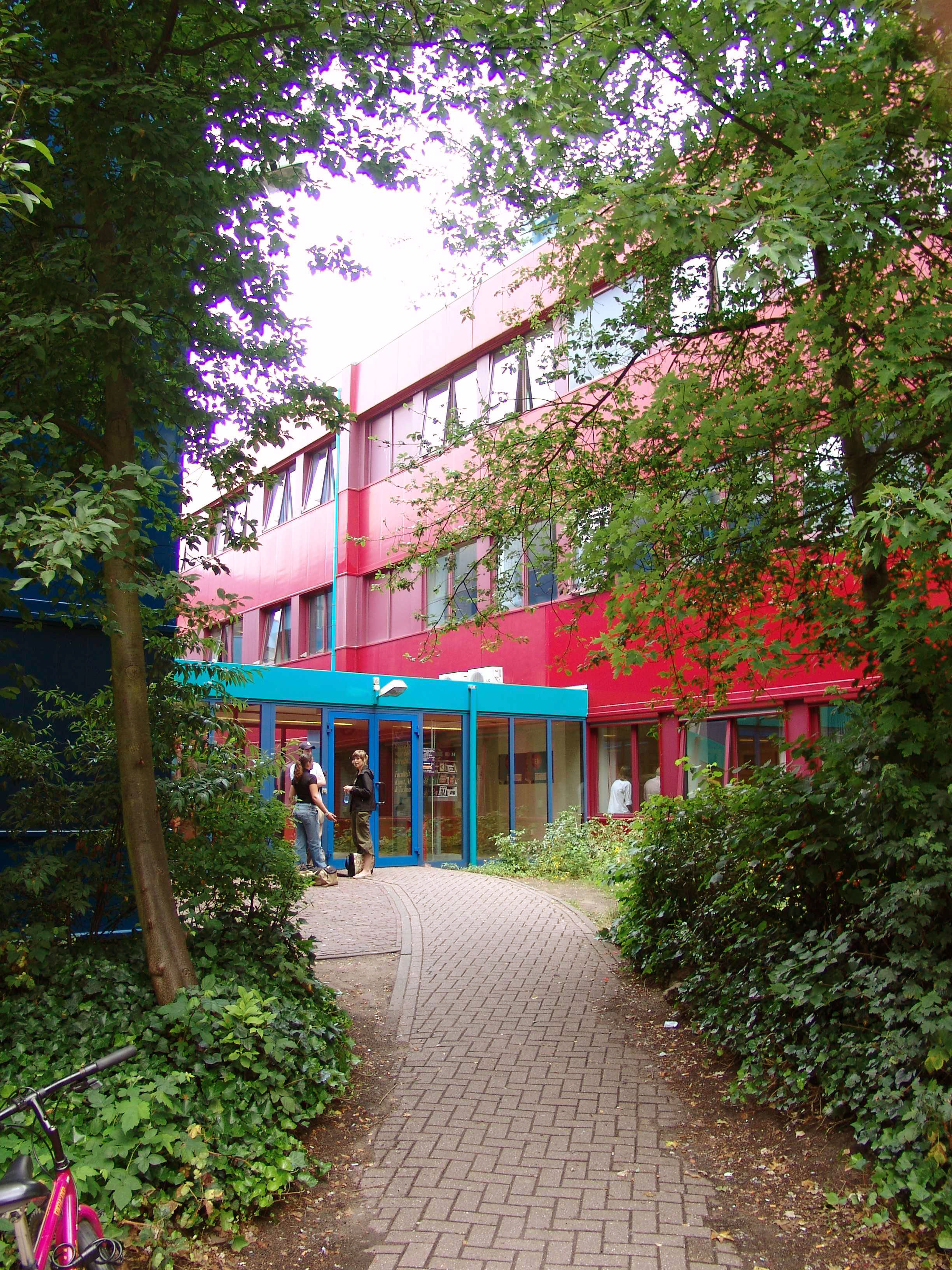
HKUアート・メディア・テクノロジー学部（ヒルフェルスム）

ユトレヒト芸術学校 (蘭：Hogeschool voor de Kunsten Utrecht, HKU)は、オランダ・ユトレヒトにある舞台芸術と視覚芸術の高等職業教育機関。570人の教員とスタッフメンバーが在籍するほか、約3900人の学生が学ぶ、ヨーロッパ最大級の芸術・文化機関のひとつである。エラスムス計画参加校である。

## 沿革
1987年には、ユトレヒト・コンセルヴァトワール、オランダ・カリヨン学校、およびオランダ教会音楽学校が、ユトレヒト芸術大学の音楽学部（ユトレヒト音楽院［ユトレヒト・コンセルヴァトワール］nl:Utrechts Conservatorium）として統合された。
世界中の約200の教育機関と協定を結び、教員・学生・プロジェクト間の相互交流が行うなど、さまざまな国際プログラム、国際プロジェクトを実施している。オランダ国内に限らず、およそ20％の学生が国外からの留学生によって占められている。また下記の通り、英語による教育・研究を積極的に取り入れていることも特徴的である。現在、ファインアート、デザイン、音楽、演劇、インタラクション・ゲーム、アーツマネジメントの学部と大学院のプログラムが提供されている。1999年以降は、英国王立大学である オープン・ユニバーシティ のMA、MPhil、PhDの学位認証を受けている。

## 組織・教育体制
同じユトレヒトにあるユトレヒト大学とは、多岐に渡る連携関係を結んでいる。
ユトレヒト芸術大学にある学部は次の通り。
- ヴィジュアルアーツ環境学部
- 音楽学部（ユトレヒト音楽院［ユトレヒト・コンセルヴァトワール］）
- 演劇学部
- アート・メディア・テクノロジー学部
- アート経済学部

## 学部プログラム
英語による開講コース
- ファインアート（一部）
- 音楽

オランダ語によるコース
- アート経済
- アートテクノロジー
- デザイン
- 教育
- 演劇

## 修士課程プログラム
英語による開講コース
- ファインアート
- アーツマネジメント
- デザイン
- デジタル・クリエイティブデザイン(ヨーロッパ・メディアマスター・オブ・アーツ European Media Master of Arts (EMMA) として知られる)
- 音楽

オランダ語による開講コース
- アート教育